# Raúl López González
Raúl López González es un futbolista español. Nació en Jerez de la Frontera, provincia de Cádiz, el 17 de septiembre de 1976. Su posición natural en el terreno de juego es la de lateral izquierdo. Es el jugador que más partidos ha jugado con la camiseta del Cádiz CF en toda su historia con 400 partidos.

## Clubes
| Club                        | País   | Año         |
| --------------------------- | ------ | ----------- |
| UD Melilla                  | España | 1995 - 1996 |
| Cádiz CF                    | España | 1996 - 2001 |
| Racing de Ferrol            | España | 2001 - 2003 |
| Cádiz CF                    | España | 2003 - 2011 |
| San Fernando CD             | España | 2011 - 2012 |
| Racing Club Portuense       | España | 2012 - 2013 |
| Chipiona Club De Fútbol     | España | 2013 - 2014 |
| Unión Balompédica Lebrijana | España | 2014        |
| Arcos Club de Fútbol        | España | 2015        |